# Hugo del Carril
Piero Bruno Hugo Fontana, dit Hugo del Carril, est un chanteur, acteur, scénariste et réalisateur argentin, né le 30 novembre 1912 à Buenos Aires et mort le 13 août 1989 dans la même ville.

## Biographie
Né d'un père italien, natif de Milan, Hugo del Carril devint au cours des années 1930 un remarquable interprète du tango. Il débuta d'ailleurs au cinéma en interprétant Tiempo viejos dans le film de Manuel Romero, Los muchachos de antes no usaban gomina en 1937. Il connaîtra alors une carrière de jeune premier dans des films de tango. En 1939, il incarne Carlos Gardel dans une réalisation d'Alberto de Zavalia. Devenu militant politique, proche de Juan Domingo Perón - compositeur occasionnel, il est l'auteur de l'hymne du mouvement péroniste -, il passe à la réalisation à la fin des années 1940. Il réalise son premier film en 1949 : Historia Del 1900, évocation des mœurs à la fin du XIXe siècle. Ses premiers films manifestent une nette préoccupation sociale : Surcos de sangre (1950) et surtout Las aguas bajan turbias en 1952. À la suite du coup d'État militaire d'inspiration national-catholique du 6 septembre 1955 dirigé contre Perón, Hugo del Carril fut suspecté et emprisonné durant quelques mois. Il devint, plus tard, l'éphémère directeur de l'Institut national du cinéma (1973-1974) lorsque les péronistes revinrent au pouvoir.

## Filmographie sélective (en tant qu'acteur)
- 1937 : Los muchachos de antes no usaban gomina, de Manuel Romero
- 1938 : Tres anclados en París, de Manuel Romero
- 1939 : La vida es un tango, de M. Romero
- 1939 : La vida de Carlos Gardel, de Alberto de Zavalia
- 1940 : El astro del tango, de Luis Bayón Herrera
- 1941 : La canción de los barrios, de Luis César Amadori
- 1945 : La cabalgata del circo de Mario Soffici
- 1950 : Surcos de sangre (également réalisateur)
- 1951 : El negro que tenia el alma blanca (réalisateur)
- 1952 : Le Fleuve de sang (Las aguas bajan turbias), réalisateur
- 1959 : Las tierras blancas (réalisateur)
- 1969 : El día que me quieras, de Enrique Cahen Salaberry

## Filmographie (comme réalisateur)
- 1949 : Historia del 900 (es)
- 1950 : Surcos de sangre (es)
- 1951 : Le Nègre à l'âme blanche (es) (El negro que tenia el alma blanca)
- 1952 : Le Fleuve de sang (Las aguas bajan turbas)
- 1955 : La quintrala (es) (La Quintrala, doña Catalina de los Ríos y Lisperguer)
- 1956 : Au-delà de l'oubli (Más allá del olvido)
- 1958 : Una cita con la vida (es)
- 1959 : Las tierras blancas (es)
- 1960 : Culpable (es)
- 1961 : Amorina (es)
- 1961 : Esta tierra es mía (es)
- 1963 : La calesita (es)
- 1964 : La sentencia (es)
- 1964 : Buenas noches Buenos Aires (es)
- 1975 : Yo maté a Facundo (es)